# Conseil exécutif intérimaire de l'État Karenni

Le Conseil exécutif intérimaire de l'État Karenni (Karenni IEC) est un gouvernement provisoire établi dans l'État Karenni, en Birmanie.

## Histoire
Le Karenni IEC est créé le 12 juin 2023 par le Conseil consultatif de l'État karenni (KSCC) pendant la guerre civile birmane. Il a été créé pour unifier les nombreux groupes de résistance karenni qui contrôlent le territoire dans tout l'État karenni, apporter la stabilité à la région et établir un organe directeur unifié dans les zones tenues par la résistance de l'État karenni. Le Karenni IEC est le premier gouvernement provisoire régional établi pendant la guerre civile birmane, suivi par plusieurs autres, dont le Conseil du Chinland. Il met en œuvre sa propre délimitation administrative dans les territoires sous son contrôle, délimitant 16 cantons à la place des 7 cantons reconnus par les autorités précédentes. Il commence également à mettre en place son propre système judiciaire et à gérer les tribunaux de district et de canton.
Le 29 octobre 2024, le conseil forme sa branche armée, l'Armée nationale Kayan.

## Direction
- Président : Khu Oo Reh
- Vice-président : Khun Bedu (en)
- Trésorier : Maw Poe Myar
- Secrétaire général : Khu Plu Reh
- 1er secrétaire : Zu Padonmar
- 2e secrétaire : Banyar Khun Aung[7]